# イタリアンビーフ
イタリアンビーフ（英:  Italian beef）とは、アメリカ合衆国のシカゴ発祥のサンドイッチで、味付けしたローストビーフの薄切りを煮込んでから細長いフレンチロールパンに挟み、全体にジュ（肉汁。グレイビーとも呼ばれる）をかけたもの。
遅くとも1930年代に始まる長い歴史を持つ。
店によってはパンを汁に浸してもらうことも可能であり、汁気の度合いを選ぶこともできる。トッピングとして用いられる唐辛子には、甘い種類のものと辛い種類のものがある。
イタリアンビーフ・サンドイッチは多くの地域のホットドッグスタンド、ピッツェリア、アメリカ風イタリア料理店で一般に食べられている。イリノイ州北東部、ウィスコンシン州南東部（特にケノーシャ）、インディアナ州北西部、フォートウェイン、インディアナポリスがその中心である。近年では、シカゴ出身者によって全米各地にイタリアンビーフを出すレストランが開かれている。

## 調理
牛肉の部位としてはもも肉（らんいち、しんたま、そともも）が用いられる。硬くて安い肉に適した調理法とも言われるが、肉汁の重要性から霜降りの肉が使われることもある。塊肉にニンニク、オレガノ、コショウやナツメグなどの香辛料をまぶし、スープストックに浸したままオーブンでローストして全体に火を通す。長時間じっくり加熱された肉は45%ほども縮み、肉汁の混じったスープがイタリアンビーフ特有のオ・ジュ（グレイビー）となる。焼き上がった肉を冷ましてからスライサーで薄く切り、温め直したスープに戻す。その後、多くは数時間にわたって煮込む。
牛肉が煮上がったら、縦に切り込みを入れた細長いパンに挟んでサンドイッチとする。パンは皮が薄く、中身がみっしり詰まったタイプのものが用いられる。トッピングとしては、「ホット」と呼ばれるジャルディニェーラ（辛い唐辛子を用いたピクルス）、もしくは「スウィート」と呼ばれるソテーしたペペロンチーニ（甘い唐辛子の一種）が載せられる。
最後に、肉の調理に用いた汁をサンドイッチ全体に吸わせる。汁気の程度は注文時に好みに応じて選ぶことができる。用語は店によって異なるが、「ディップト」はパンを煮汁にサッと浸したもの、「ジューシー」はそれより汁気の多いもの、「ソークト」は滴が垂れるほどのものを言う。汁をかけないものは「ドライ」となる。日本人の間でイタリアンビーフは「牛丼のつゆだくのような」と説明されることがある。
イタリアンビーフの製造者や小売店の間では、このような無駄が多い調理法を見直す動きがある。牛肉のロスを減らすため、ポリエステルやナイロンの調理バッグに牛肉を入れて低温調理を行う調理法はその一例だが、その場合、調理時間は短縮されるが肉の見た目が変わってしまう上に、オ・ジュが十分に出ない。イタリアンビーフはロースト時の肉汁にパンごと浸すのが本来の形なので、効率を優先する作り方では価値が下がってしまう。また、企業によっては生産量を高めるためグルタミン酸ナトリウムやリン酸塩のような添加物を加えるところもある。

## 歴史
正確な起源は明らかになっていないが、1900年代の初めにシカゴの精肉業地区ユニオン・ストックヤーズで働いていたイタリア系移民が生み出したと信じられている。彼らは硬くて価値の低い牛肉を持ち帰り、美味しく食べるためオーブンで長時間ローストして柔らかくしてからスパイスの利いたブイヨンで煮込んで味を染ませた。ローストにもブイヨンにもイタリアの香辛料やハーブが用いられていた。その後、肉を繊維に対して横方向に薄くスライスして焼きたてのイタリアンブレッドに挟んだ。
現代のレシピがどのように成立したかについては複数の主張がある。1925年に精肉会社を創業したパスクワレ・スカラは、結婚式やバンケット用にこの料理の仕出しを行っていたという。薄切りにするのは少量の肉を多数の出席者に行き渡らせるためだった。1938年に料理店アルズ・バーベキュー（現在のアルズ・ナンバーワン・イタリアンビーフ）を開店したアル・フェレーリと姉妹のフランシス、その夫クリス・パセリらもレシピの発明者だと主張している。この時期には他にもミスター・ビーフ、ブオナ・ビーフ、カームズ・ビーフといった後の老舗店が開業している。これらの経営者はイタリア系の親族や友人同士であることが多く、いずれもスカラの精肉店から仕入れを行っていた。イタリアンビーフのレシピを最初に成立・普及させたのはこの集団だと考えられている。
イタリアンビーフのスタンドは1950年代にその数を増した。1954年にアルズ・ビーフがシカゴ・トリビューン紙に出した広告では、すでに「ピザ、スパゲティ、ラビオリ」と並んでイタリアンビーフ・サンドイッチの名が見られる。1970年代にはシカゴ市内で地域店の枠を超えた人気料理となった。
「イタリアンビーフ・サンドイッチ」がシカゴを代表する名物料理の一つとして全国的な知名度を得るに至ったのは、コメディアンのジェイ・レノが果たした役割が大きい。シカゴでスタンダップ・コメディを行っていた無名時代、レノは老舗店の一つミスター・ビーフで日常的に食事を振る舞われていた。レノは1980年代にNBCの人気番組『レイト・ナイト・ウィズ・デイヴィッド・レターマン』に出演した機会に同店のイタリアンビーフを宣伝し、自らの番組『ザ・トゥナイト・ショー・ウィズ・ジェイ・レノ』を持つようになってからも盛んに取り上げた。

## 種類
炙ったイタリアンソーセージ（サルシッチャ）を追加の具としたものは「コンボ」と呼ばれ、シカゴでイタリアンビーフを提供する店の多くがメニューに載せている。イタリアンソーセージには辛いタイプやマイルドなタイプがあるが、どれを使うかは店ごとに異なる。
以下のようなバリエーションも存在する。
グレイビー・ブレッド
イタリアンブレッドをイタリアンビーフの煮汁に浸すだけで、肉は入らない。甘い唐辛子やジャルディニェーラを載せることが多い。店によっては「ソーカー」や「ジュースオン」と呼ばれる。
チージービーフ
イタリアンビーフにチーズ（プロヴォローネなど）を乗せたもの。一部の店で提供される。
チージービーフ・オン・ガーリック
チージービーフのパンを一般的なガーリックトーストに替えたもの。一部の店で提供される。
ポテト・サンドイッチ
フライドポテトを具として、パンを汁に浸したもの。
チーズ、ソーセージ、ビーフをすべて2倍にした「トリプル・ダブル」という注文の仕方も見られる。さらにまれだが、イタリアンブレッドの代わりに大きめのクロワッサンを用いるものや、マリナーラソースをかけたものもある。

## 食べ方
イタリアンビーフを食べるときには、滴る汁から服を守るために「イタリアン・スタンス」と呼ばれる前傾姿勢が取られる。一例は以下の通りである。
1. イタリアンビーフを縦にしてカウンターの端に置く
2. カウンターから30センチメートルほどの場所に立つ
3. 上半身を前に45°傾けて肘をつく
4. 両手でイタリアンビーフを持ち、45°の角度で手前を持ち上げる
5. パンの先端と顔面が正対するので、食べる

## メディアでの描写
1999年、ヒストリーチャンネルのドキュメンタリー番組 American Eats: History on a Bun において、米国各都市の名物サンドイッチの一つとしてイタリアンビーフが取り上げられた。シカゴの人気店アルズ・ナンバーワン・イタリアンビーフの経営者クリス・パセリは番組中で「イタリアン・スタンス」を披露した。同店は2008年にもトラベルチャンネルの番組 Man v. Food でレポートされた。トラベルチャンネルが放映した2012年の番組 Adam Richman's Best Sandwich in America は全米のご当地サンドイッチが競い合う内容で、アルズのイタリアンビーフ・サンドイッチが中西部でベストの評価を得た。